# Полет 191 на „Американ Еърлайнс“
Полет 191 на „Американ Еърлайнс“ е редовен вътрешен пътнически полет от международно летище „О'Хеър“ в Чикаго до международно летище „Лос Анджелис“ в Лос Анджелис. Следобед на 25 май 1979 г. самолет „Макдонъл Дъглас DC-10-10“, който изпълнява полета, излита от писта 32R на „О'Хеър“, когато левият му двигател се отделя от крилото и причинява загуба на контрол, което води до разбиване на самолета на около 1400 метра от края на пистата. С 273 смъртни случая това е най-смъртоносният авиационен инцидент, който се случва в Съединените американски щати.
Националният съвет за безопасност на транспорта установява, че при излитане левият двигател се отделя от крилото, преминава по горната му част и пада на пистата. Когато двигателят се отделя от самолета, той прекъсва хидравличните линии, които управляват предкрилките на предния ръб на крилото, и поврежда един метър от предния ръб на лявото крило. Аеродинамичните сили, които действат върху крилото, довеждат до прибиране на предкрилките. Когато самолетът започва да се издига, повреденото ляво крило създава много по-малко повдигане от дясното, чиито предкрилки все още са разгърнати, и двигателят му осигурява пълна тяга при излитане. Нарушената и небалансирана аеродинамика на самолета го кара да се завърти рязко наляво и достига наклон от 112°, преди да се разбие в открито поле близо до края на пистата.
Разследването на катастрофата започва незабавно. Една от основните улики, която разследващите имат, е снимка, направена от любител фотограф и пилот Майкъл Лафлин. Отделянето на двигателя се дължи на повреда в структурата на стойката, която държи двигателя към крилото, причинена от неправилни процедури за поддръжка в „Американ Еърлайнс“. Между стойката и крилото има малка пукнатина, която се е увеличавала с всеки полет. Решението засяга сериозно репутацията на „Макдонъл Дъглас“.